# Расстанемся, пока хорошие
«Расста́немся — пока́ хоро́шие» — художественный фильм Владимира Мотыля. Экранизация новеллы «Дудка старого Хасана» из романа Фазиля Искандера «Сандро из Чегема».
Баграт — абхазский горец, ставящий честь и справедливость выше всего. Княгиня не может вынести того, что Баграт побеждает во всех соревнованиях её сына. Все хорошие качества Баграта лишь вызывают её зависть. Был у Баграта великолепный конь, и стал этот конь предметом раздора и смерти сына княгини.

## В ролях
- Георгий Дарчиашвили — Баграт Кяпш
- Людмила Потапова — Ленала
- Сергей Максимов — Осман Чачба, сын княгини
- Галина Умпелева — княгиня Чачба
- Владимир Сичкарь — Лагу
- Нана Андроникашвили — Гуранда Кяпш, сестра Баграта
- Галина Тменова — Санта Кяпш, сестра Баграта
- Мухаммад-али Махмадов — Талбей
- Дагун Омаев — Кадыр
- Исфандиер Гулямов — Арсентий, грек
- Жульен Росалес — Микис, сын Арсентия
- Муса Дудаев — мулла
- Вячеслав Кириличев — судья
- Юлия Рутберг — Аду, прислуга княгини
- Эдуардас Кунавичюс — Тачкун
- Александр Буреев — Хиш
- Барасби Мулаев — отец Баграта
- Далер Маджидов — Иса
- Галина Семёнова
- Руслан Газаев